# Мімоза (салат)

Мімоза — один з найпопулярніших салатів у країнах Балтії, Східної Європи та Центральної Азії.

## Історія виникнення салату
За неперевіреними даними, цей салат з'явився в СРСР на початку 1970-х. За іншими даними — був запозичений з балтійської кухні (разом з «Оселедцем під шубою») у зв'язку з початком промислового виробництва майонезу совітами, і потребою в дешевих калорійних холодних салатах, через які майонез можна було б закріпити в споживчому кошику. Складається з консервованої риби (горбуша, сайра, сардина), варених яєць, цибулі, сиру та майонезу. Складники, як правило, подрібнюються на тертці, риба чавиться ложкою.
Назву отримав від схожості з квітками мімози (готовий салат посипається шматочками яєчних жовтків). Іноді додається заморожене вершкове масло. Інгредієнти перетирають і укладають шарами (до 10 шарів), після чого готовий салат витримують у холодильнику.
Цей салат отримав широке поширення і породив кілька десятків варіантів.

## Складники
Готують в основному з консервованою рибою, вона ж бо й надає йому приємний специфічний смак. Найчастіше використовують консервований лосось, горбушу у власному соку, далі за популярністю використання йде консервований тунець, сайра, червона риба гарячого копчення, тріска і крабові палички.
Ще незмінним інгредієнтом залишаються варені яйця і цибуля. Але цибуля може бути як ріпчастою (поширеніший варіант), так і червона солодка, і зелені пір'я ріпчастої або цибулі шалот.
У всіх рецептах салату Мімоза присутні яйця (зазвичай поділяють білки з жовтками й кладуть їх у різні прошарки), цибуля і риба.
А варіанти доповнень можуть бути такі:
- тертий твердий сир та вершкове масло
- варені морква і картопля
- варена морква і грінки
- плавлені сирки та вершкове масло
- твердий сир і відварений рис
- твердий сир і яблука
- твердий сир, варена картопля і морква

## Приготування
Спосіб приготування цього салату — інгредієнти натираються на великій тертці на страву шарами, кожен шар змащується майонезом, у такому порядку: білки — сир — половина банки консервів — дрібно порізану цибулю — вершкове масло — половина банки консервів — жовтки.